# Edifici David
L'edifici David està situat al carrer d'Aribau, 230-240 de Barcelona. Concebut inicialment com una fàbrica de cotxes, actualment és un espai multiús amb comerços i oficines.

## Història i descripció
El 1914, Josep Maria Armangué va fundar l'empresa Fábrica Nacional de Cyclecars David, especialitzada en la fabricació de vehicles i amb el seu autocicle com a producte insígnia. El nom fou agafat de l'heroi bíblic, ja que el vehicle podia competir amb altres de molt més grans.
A finals de la dècada del 1920 disposaven d'una flota d'un miler de vehicles i necessitaven un lloc on aparcar-los. Així, el novembre del 1929, s'encarregà la construcció d'un edifici capaç d'albergar-los i que servís alhora com a taller a l'arquitecte Ignasi Mas i Morell, conegut a la ciutat per haver projectat la plaça de braus de la Monumental o els magatzems Damians. Mas es va inspirar en l'escola de Chicago i va aixecar un edifici de factura neoclàssica, inaugurat oficialment el 1931. Durant la Guerra Civil Espanyola, l'empresa va ser col·lectivitzada i els taxis es van fer servir al front. El 1942, David va parcel·lar el seu edifici per a oficines, petita indústria i magatzems. Va ser l'únic de la ciutat en què els clients podien accedir a cadascuna de les plantes amb el seu propi vehicle, mitjançant una rampa.
El creixement del sector automobilístic va fer que el 1958 s'instal·lés una benzinera a la segona planta. Poc després, tot l'edifici fou concebut com a gran espai per a pupil·latge i aparcament.  El 1964 comprà la finca del número 19 del carrer de Tuset, conegut popularment en aquella època com a Tuset Street, i el 1965, la planta baixa del número 21 i els soterranis d'ambdós edificis. El 1967 s'inaugurà l'aparcament i la terrassa i el 1969, les Galeries David, nou centre comercial de referència del moment i punt de trobada de la gauche divine. Xavier Miserachs hi tingué el seu estudi fotogràfic, on es va realitzar la coneguda fotografia a Teresa Gimpera que es va fer servir per a promocionar la discoteca Bocaccio.
Durant la dècada del 1970, l'espai cresqué amb establiments que esdevingueren molt populars, com ara el Drugstore David, un restaurant que romania obert fins a altes hores de la matinada, establiments de menjar ràpid i de roba per a núvies, alhora que s'ampliava l'edifici i s'hi incorporava un nou accés per la Travessera de Gràcia el 1973. Ja al segle xxi, s'hi obrí un supermercat Mercadona i un gimnàs DiR.